# 北林街道
北林街道，是中华人民共和国黑龙江省绥化市北林区下辖的一个乡镇级行政单位。

## 行政区划
北林街道下辖以下地区：
太平管理区社区、四平管理区社区和九三管理区社区。